# スターク郡 (ノースダコタ州)
スターク郡（英: Stark County）は、アメリカ合衆国ノースダコタ州の西部に位置する郡である。2020年国勢調査での人口は33,646人であり、2010年の24,199人から39.03％増加した。郡庁所在地はディッキンソン市（人口25,689人）であり、同郡で人口最大の自治体でもある。
スターク郡、および西に隣接するビリングス郡の2郡で、ディッキンソン小都市圏を構成している。

## 歴史
スターク郡は1879年2月10日に、ダコタ準州内の郡としてハワード郡とウィリアムズ郡の一部を合わせて創設された。郡として1883年5月25日に組織化され、1889年11月2日にノースダコタ州の郡になった。

### 1889年-1901年
1891年、ノースダコタ州議会がダン郡、ヘッティンガー郡、ビリングス郡の一部、ボウマン郡、マッケンジー郡、ウォレス郡およびウィリアムズ郡をスターク郡に併合する法を成立させた。しかし、この法はイーライ・C・D・ショートリッジ州知事に拒否された。
さらに別の合併法が1895年に成立し、スターク、ビリングスおよびマーサー各郡の境界に影響するので、住民投票に付された。この合併は1896年11月3日に有効となったが、地元の牧場主ウィルソン・L・リチャーズが、地域の土地所有者はスターク郡に課税されていることを理由に併合を廃案にする訴えを起こした。この裁判はノースダコタ州最高裁判所まで行って審理され、1899年5月18日に違憲の判決が下った。しかし裁判所の判決を予測した議会が1889年3月9日に置換法を承認していたので合併は有効のままとなった。

### 1901年-現在
この2番目の合併法は、1901年にノースダコタ州最高裁判所が、合併は州憲法で要求される影響する郡の有権者に言及されていないという理由で差し戻した。この訴訟はその所有地がウィリアムズ郡内にあり、1899年の方で隣接するマーサー郡に付加された土地所有者ヘンリー・シャフナーも巻き込んだ。マーサー郡の保安官がシャフナーの資産を抑えて販売し、シャフナーが収めるべき税金を徴収しようしたので、シャフナーは異議を唱えた。裁判所は、1895年の法でシャフナーの資産がマーサー郡の司法圏外にあるという理由で、押収が違法であると裁定した。
議会は1903年に3番目の合併法を成立され、このときはスターク郡と未組織だったダン郡およびヘッティンガー郡の住人に承認を求める住民投票が行われた。この結果はスターク郡で502票、ヘッティンガー郡で65票の差で承認されたが、ダン郡では1票差で否決された.。スターク郡は賛成票が法の要求する投票総数の過半数だったので、合併法が有効であると主張した。しかしノースダコタ州憲法では合併に関わるそれぞれの郡での過半数の賛成を要求していたので、州は構成法が違憲であり、ダン郡の否決は合併が不成立を意味するという根拠で訴訟を起こした。ノースダコタ州最高裁判所は1905年に1903年の方が違憲であると裁定した。1908年にダン郡が正式に組織化され、スターク郡の境界に小さな変更があった。

## 地理
アメリカ合衆国国勢調査局に拠れば、郡域全面積は1,340平方マイル (3,471 km2)であり、このうち陸地は1,338平方マイル (3,465 km2)、水域は2平方マイル (5.2 km2)で水域率は0.17％である。

### 主要高規格道路
- 州間高速道路94号線
- アメリカ国道85号線
- ノースダコタ州道8号線
- ノースダコタ州道22号線

### 隣接する郡
- ダン郡 - 北
- マーサー郡 - 北東
- モートン郡 - 東
- グラント郡 - 南東
- ヘッティンガー郡 - 南
- スロープ郡 - 南西
- ビリングス郡 - 西

## 人口動態
以下は2000年の国勢調査による人口統計データである。
| 基礎データ - 人口: 22,636人 - 世帯数: 8,932 世帯 - 家族数: 5,877 家族 - 人口密度: 7人/km2（17人/mi2） - 住居数: 9,722軒 - 住居密度: 3軒/km2（7軒/mi2） 人種別人口構成 - 白人: 97.52% - アフリカン・アメリカン: 0.23% - ネイティブ・アメリカン: 0.94% - アジア人: 0.23% - 太平洋諸島系: 0.03% - その他の人種: 0.28% - 混血: 0.78% - ヒスパニック・ラテン系: 1.04% 先祖による構成 - ドイツ系：57.9％ - ノルウェー系：10.6％ 年齢別人口構成 - 18歳未満: 25.5% - 18-24歳: 11.6% - 25-44歳: 26.0% - 45-64歳: 21.4% - 65歳以上: 15.0% - 年齢の中央値: 37歳 - 性比（女性100人あたり男性の人口） - 総人口: 97.0 - 18歳以上: 93.0 | 世帯と家族（対世帯数） - 18歳未満の子供がいる: 32.1% - 結婚・同居している夫婦: 54.9% - 未婚・離婚・死別女性が世帯主: 7.9% - 非家族世帯: 34.2% - 単身世帯: 29.1% - 65歳以上の老人1人暮らし: 11.9% - 平均構成人数 - 世帯: 2.44人 - 家族: 3.04人 収入と家計 - 収入の中央値 - 世帯: 32,526米ドル - 家族: 41,527米ドル - 性別 - 男性: 30,474米ドル - 女性: 20,000米ドル - 人口1人あたり収入: 15,929米ドル - 貧困線以下 - 対人口: 12.3% - 対家族数: 7.9% - 18歳未満: 11.6% - 65歳以上: 16.7% |

## 都市と町

### 都市
- ベルフィールド
- ディッキンソン - 郡庁所在地
- グラッドストーン
- リチャードトン
- サウスハート
- テイラー

注: ノースダコタ州の法人化された自治体は、その大きさに拠らず全て「市」になる

### その他の町
- レフォア